# مونمواسیا

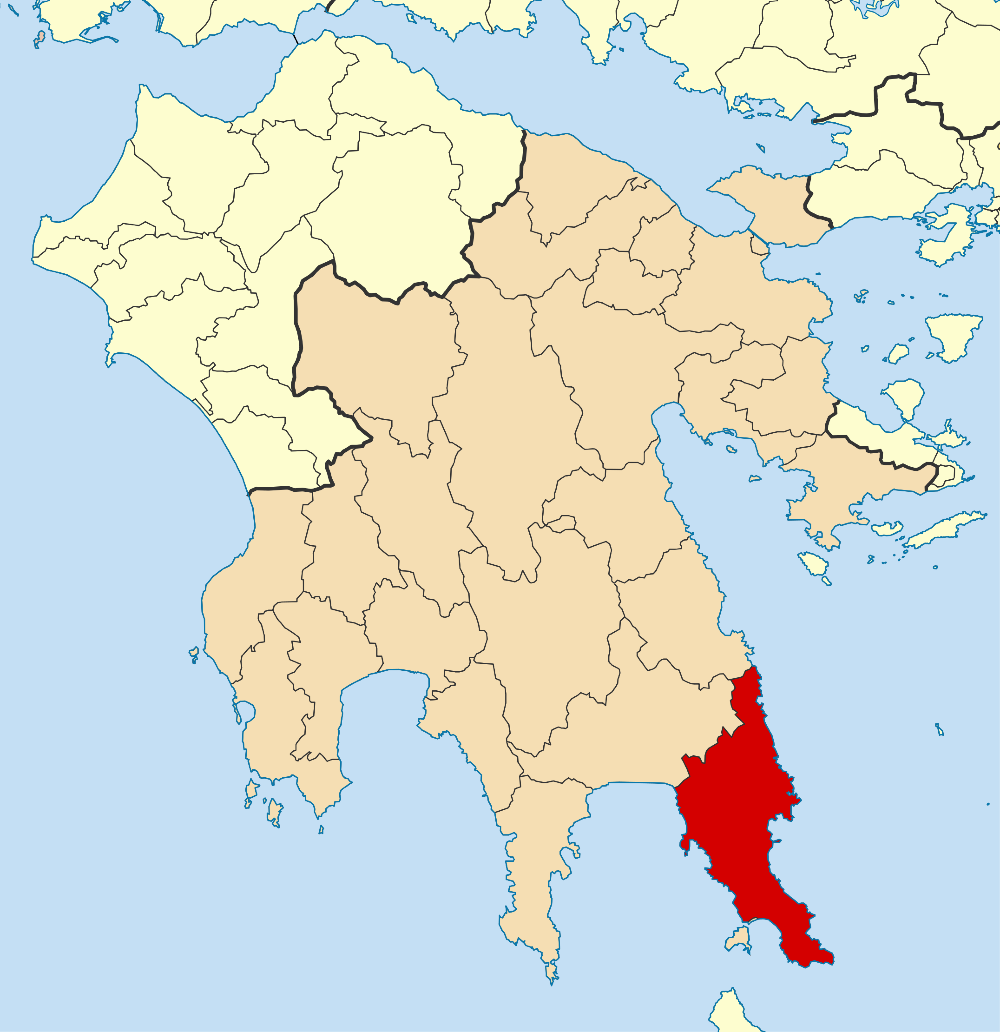
Monemvasia municipality

مونمواسیا (یونانی: Μονεμβασία) شهری در بخش لاکونیا, یونان. این شهر در سواحل شرقی جزیره پلوپونز واقع شده است. این جزیره صخره‌ای که توسط گذرگاهی کوتاه به خشکی راه پیدا می‌کند ۳۰۰ متر عرض و یک کیلومتر طول دارد و صد متر از سطح دریا بالاتر است. در دامنه این فلات و قسمتی که به سمت دریا بوده و از سمت خشکی دیده نمی‌شود، مونمواسیا قرار گرفته است. این شهر که اطراف آن به زیبایی دیوارکشی شده است، زیر سایه‌ی صخره‌های بسیار بزرگی قرار گرفته که باقی‌مانده امپراتوری روم شرقی است که به قرن ۱۳ برمی‌گردد.

## نگارخانه

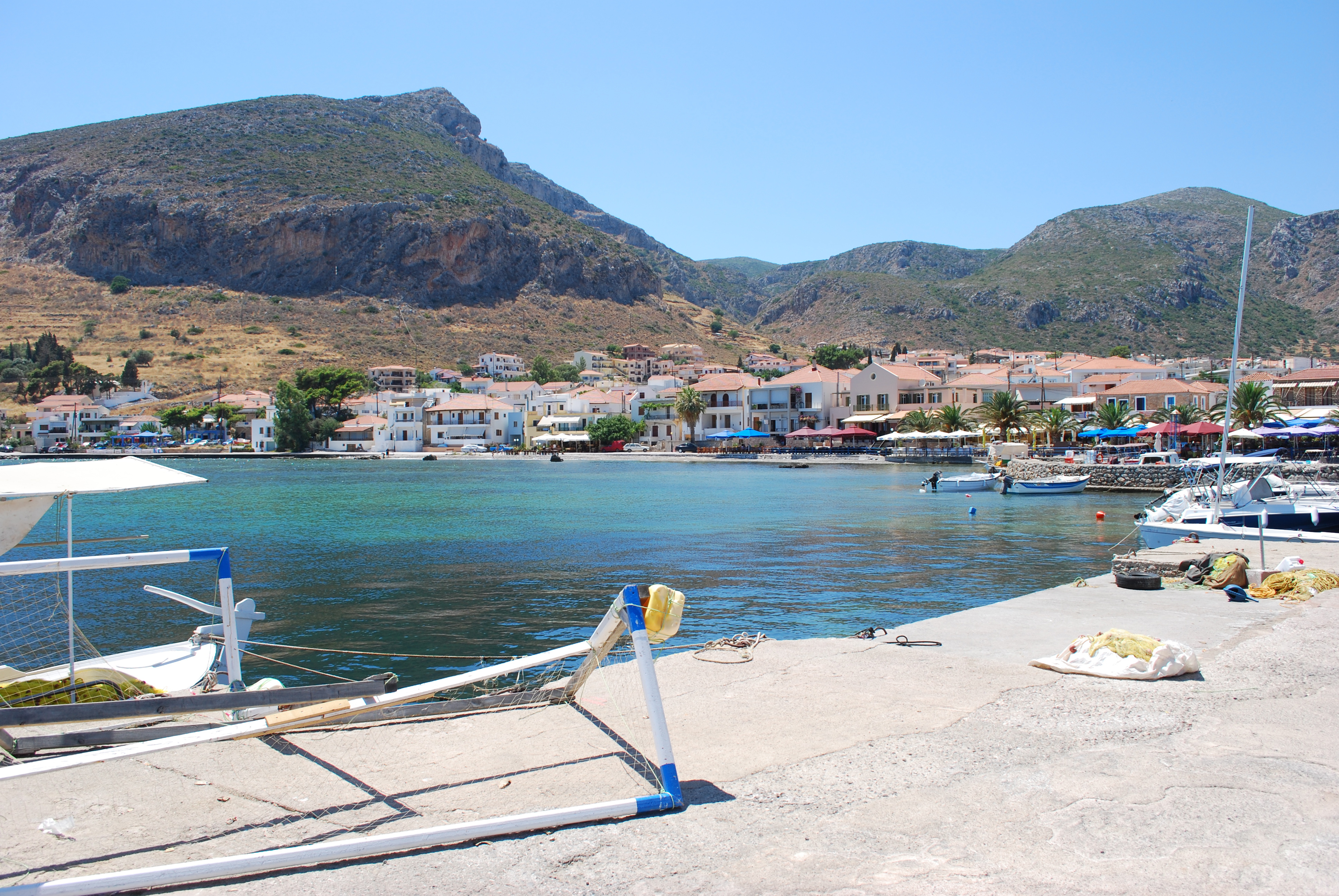
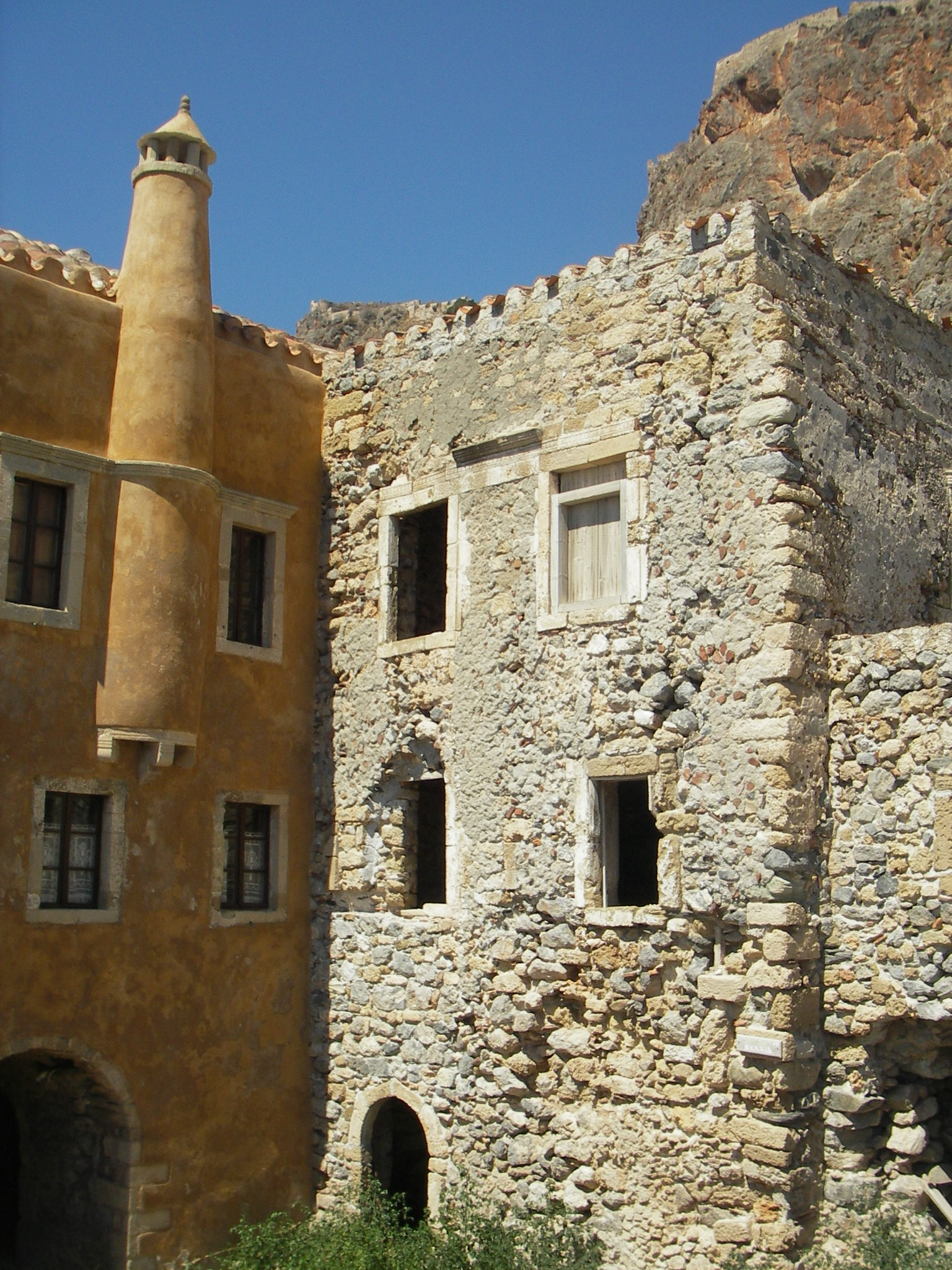
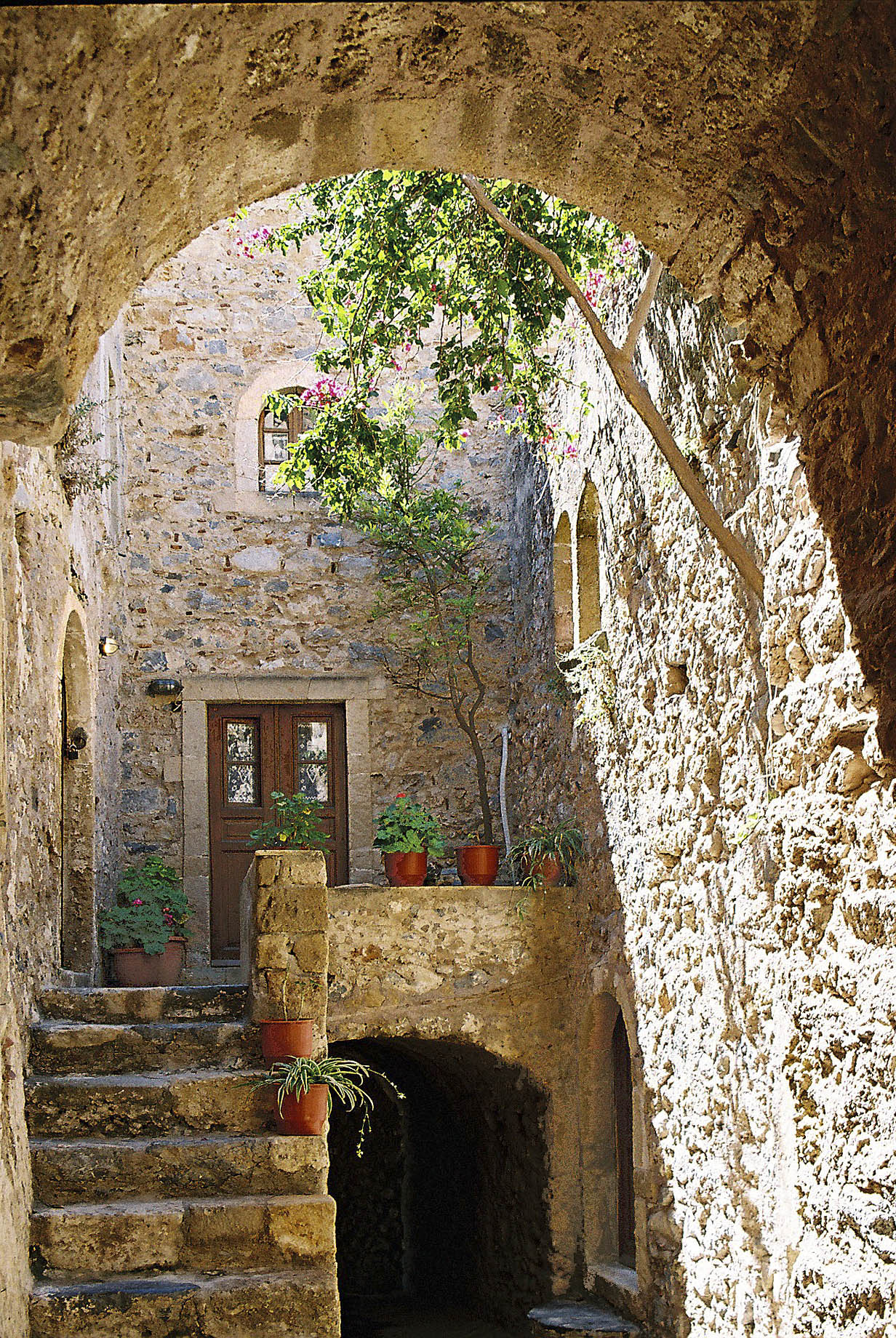
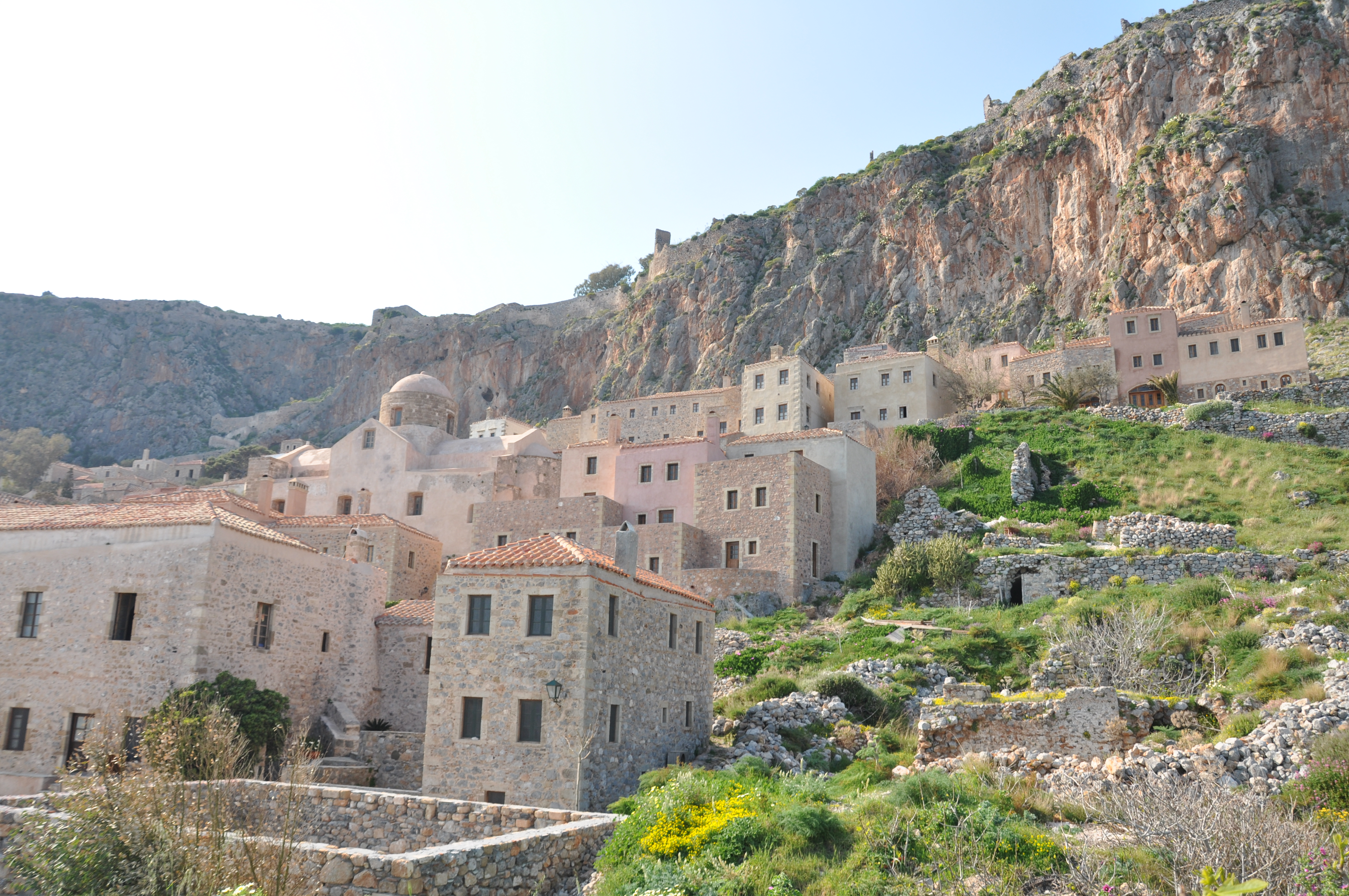
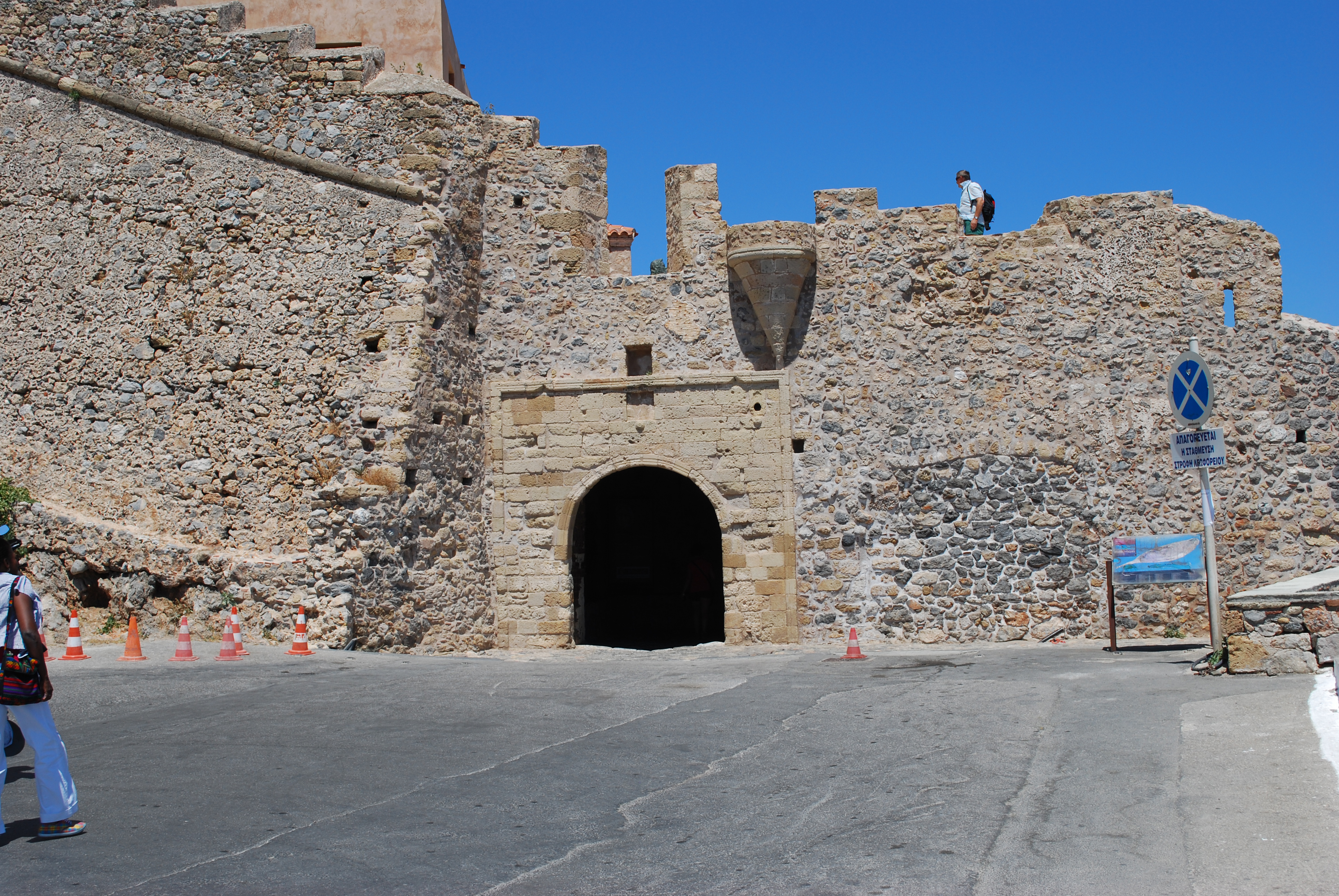
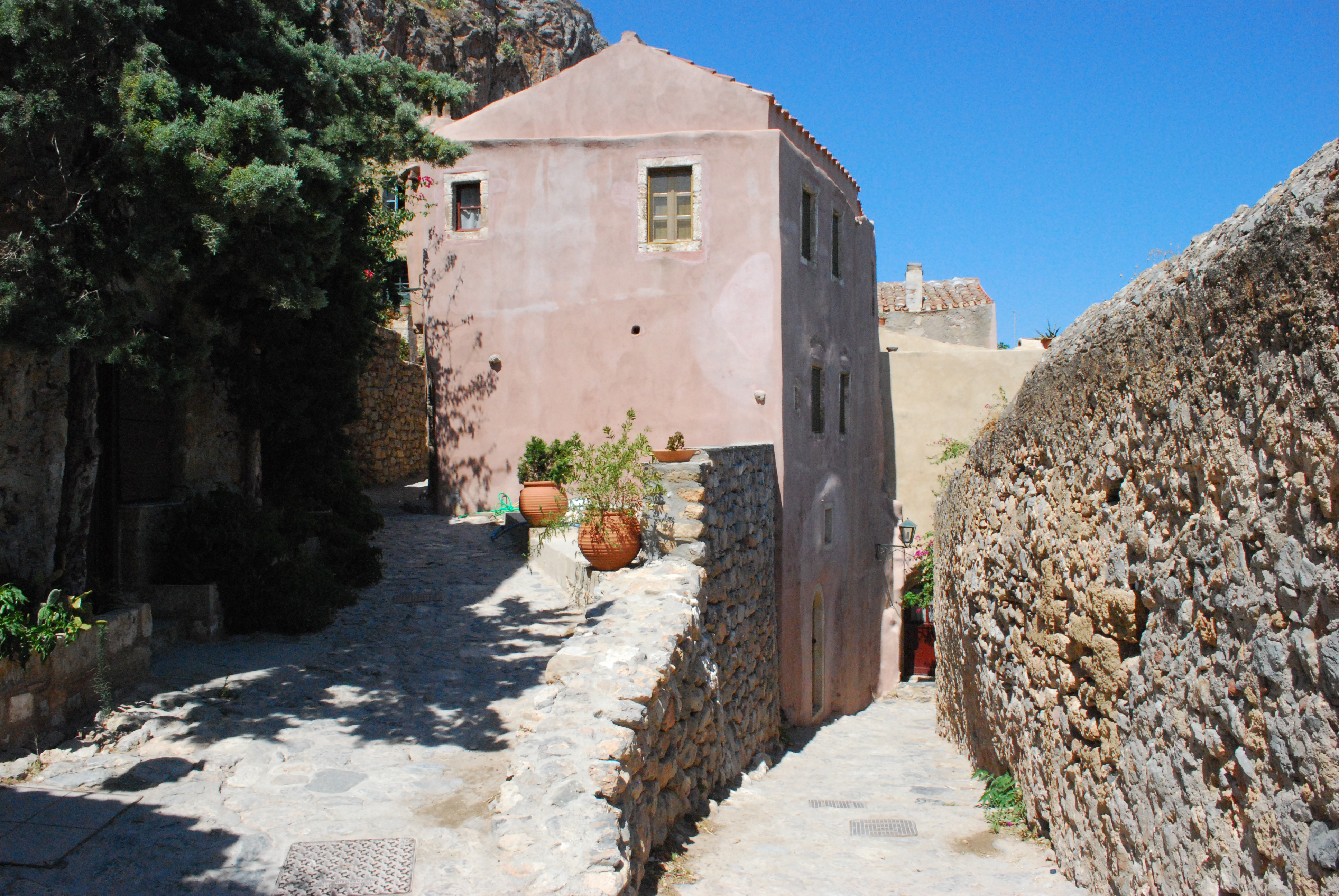
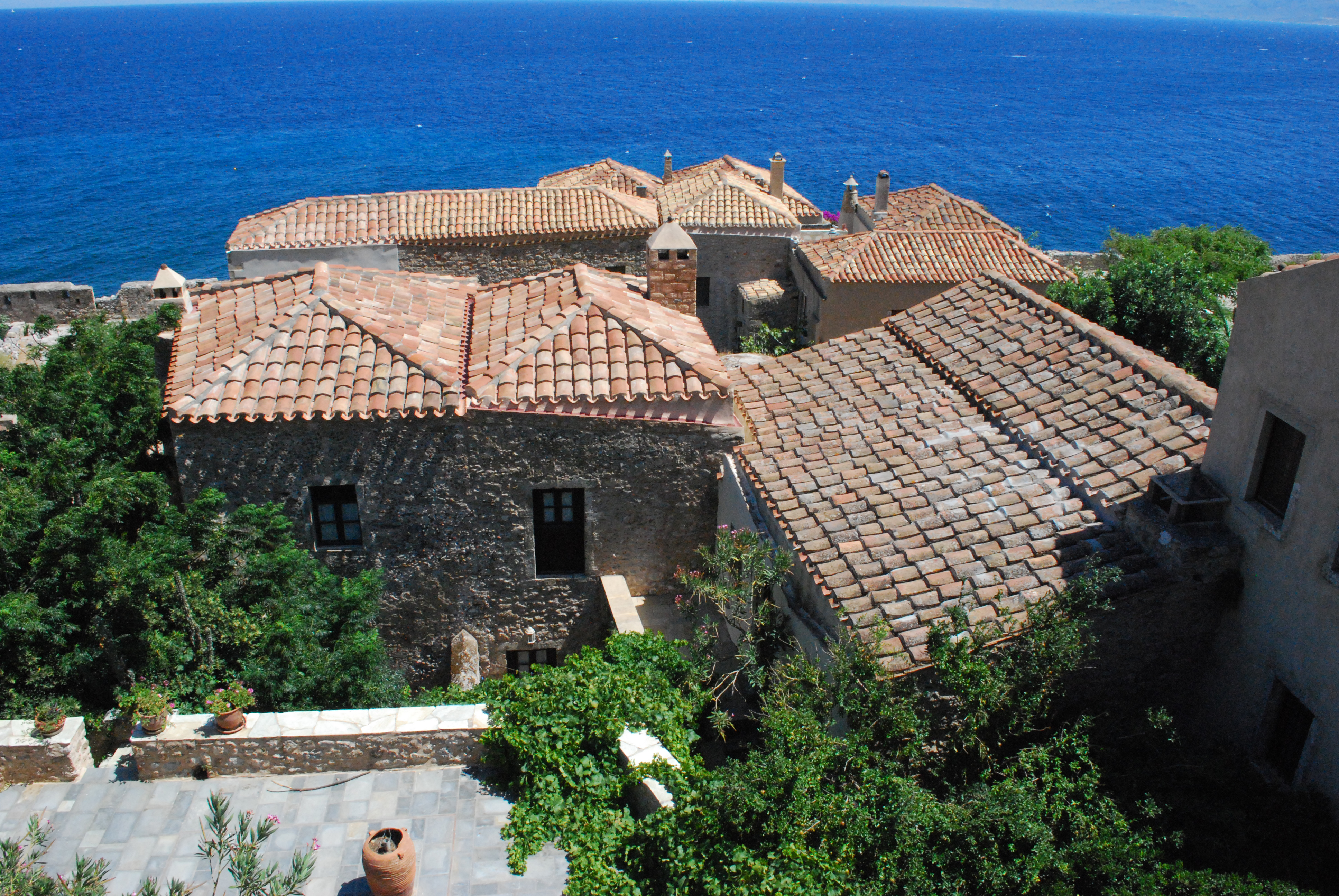
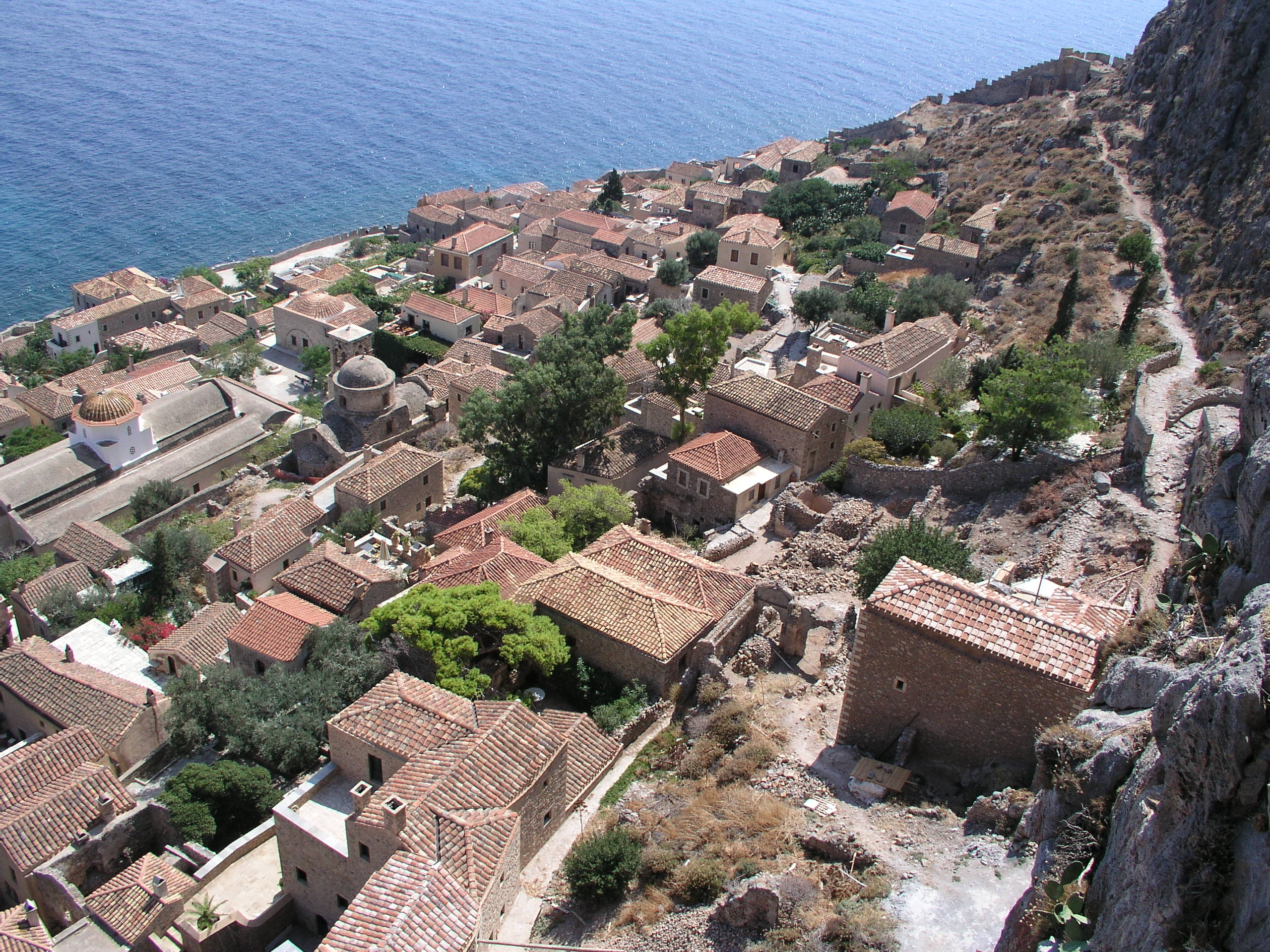
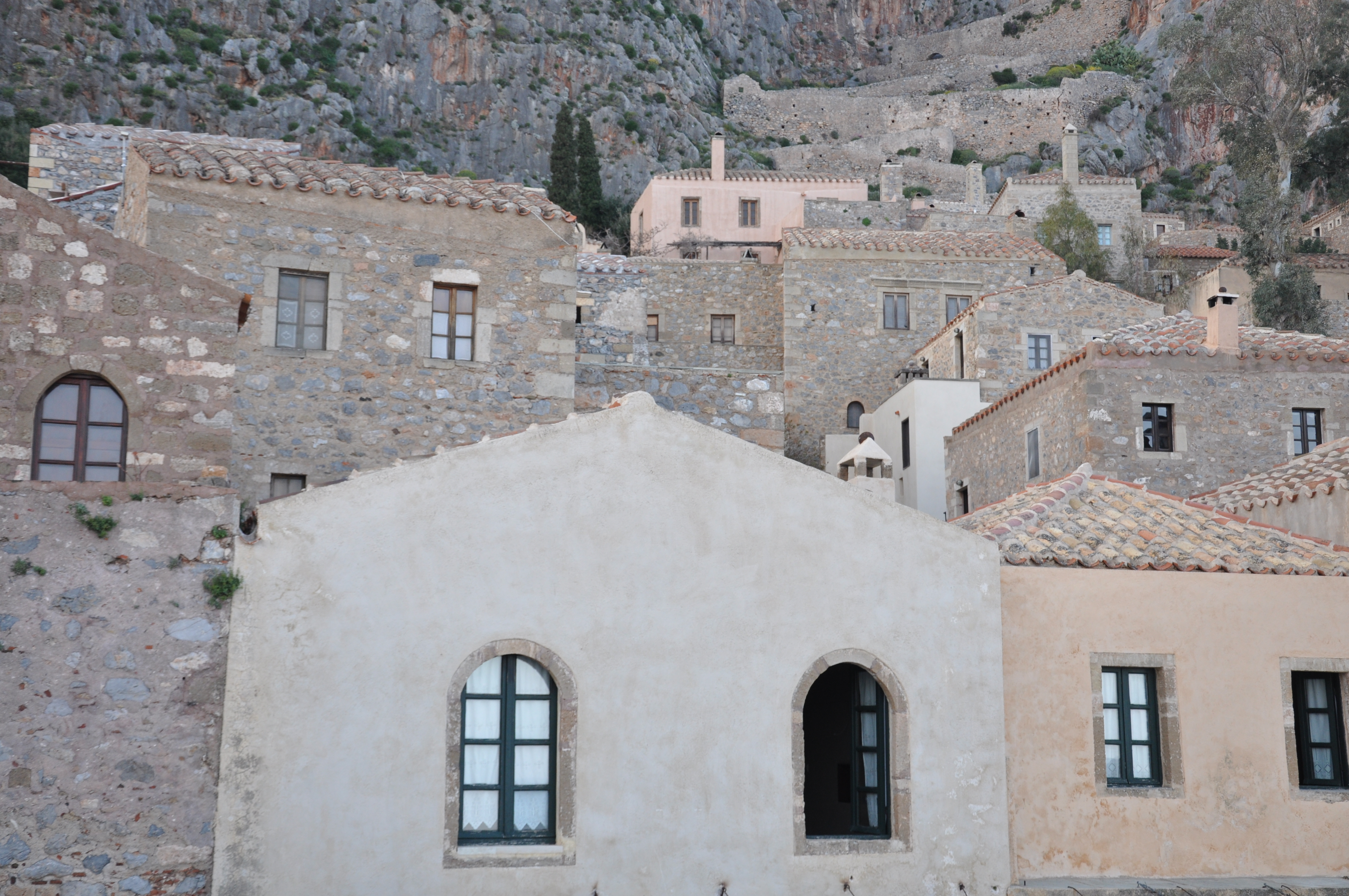
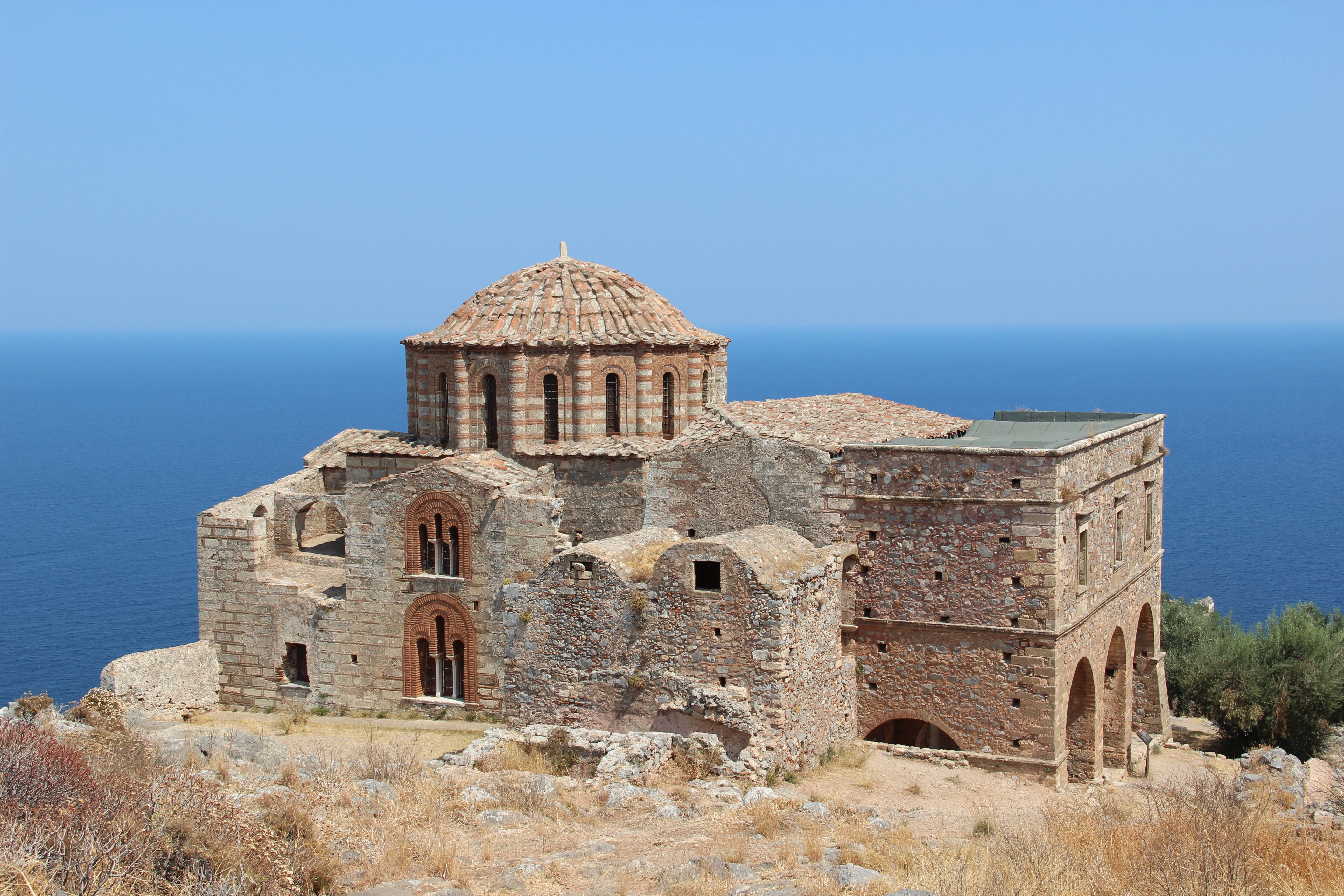